# Телебашня в Бразилиа

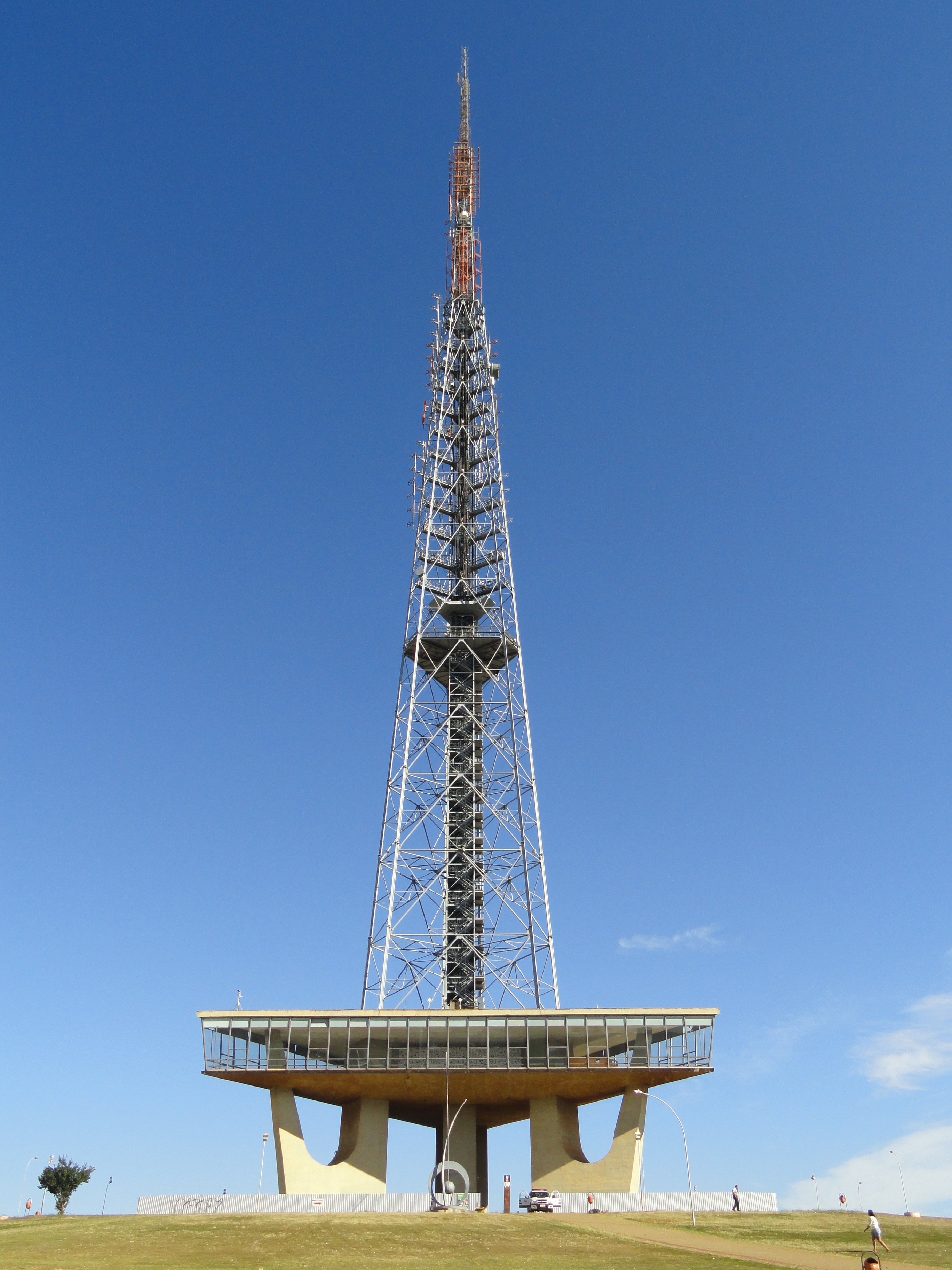
Телебашня в Бразилиа

Бразилианская телебашня — 224-метровая башня в городе Бразилиа (Бразилия), находящаяся между двумя скоростными автострадами. На высоте 75 метров расположена площадка для обозрения.
Телебашня, заложенная в 1965 году, была построена в 1967 году, и представляет собой решётчатую металлическую конструкцию.